# Ђакомо Пасторино
Ђакомо Пасторино (итал. Giacomo Pastorino; Савона, 7. јун 1980) је италијански ватерполиста. У прошлој сезони играо је за италијански клуб Про Реко. Са репрезентацијом Италије освојио је Светско првенство у ватерполу 2011. у Шангају.